# Idaea flavisinuata
Idaea flavisinuata là một loài bướm đêm trong họ Geometridae.